# Cerere în căsătorie
Cererea în căsătorie este evenimentul din cadrul unei relații de cuplu în care o persoană cere mâna celeilalte persoane ca simbol al căsătoriei. Dacă cererea este acceptată atunci se marchează începutul logodnei. De cele mai multe ori are calitate de ritual, uneori implicând oferirea unui inel de logodnă și punerea unei întrebări formale, ca exemplu: „Te căsătorești cu mine?”.
În multe dintre culturile occidentale, tradiția spune că bărbatul trebuie să ceară femeia în căsătorie. În Regatul Unit și Irlanda, se spune că pe 29 februarie într-un an bisect este data în care o femeie îl poate cere în căsătorie pe partenerul său.
Cerere în căsătorie este și o farsă într-un act (cu doar 3 personaje) scrisă de Anton Pavlovici Cehov.
Logodna este consimțirea celor doi parteneri de a-și uni destinele, fiind considerată perioada premergătoare nunții civile. Multe persoane s-au gândit cel puțin o dată la cum ar arăta o astfel de zi foarte importantă din viața noastră, de obicei prima nuntă. Aceasta reprezintă un prim pas spre formarea unei „alte vieți”, fiind pentru unele persoane indicatorul maturizării psihologice. Sentimentul de iubire este cel care prevalează acestă uniune cu celălalt, devenind unul singur prin simțul spiritualității divine. Logodna este faptul cunoașterii partenerului după o perioadă de timp în care cei doi parteneri au avut posibilitatea să se descopere, (timpul fiind un factor esențial spre o căsnicie de durată și o mai mare siguranță în partener), să-și analizeze trăirile.
Tradiția spune că bărbatul are rolul principal, deoarece lui îi este atribuită sarcina de a cere în căsătorie pe aleasa lui, el trebuie să facă primul pas spre căsnicie. În trecut, de exemplu, partenerii trebuiau să țină castitate până după nuntă, deoarece era avuția cea mai mare a unei fete să se păstreze nepătată până în ziua nunții, prin aceasta ajungându-se la purificarea spirituală a viitorilor soți.
De asemenea erau obiceiul „pețitului” pe la părinții fetei cu care tânărul voia să se căsătorească, îi cerea mâna fetei pentru a avea binecuvântarea de la părinți, fără de care nu putea exista practic nunta, obiceiul spunând că refuzul părinților este un semn rău și tinerilor nu le va merge bine încă de la început. Având binecuvântarea părinților aceștia cad de comun acord în privința organizării nunții, stabilind acum și data cât mai ales asupra zestrei la care ambii familii trebuiau să contribuie.
Inelul de logodnă reprezenta momentul culminant al cererii care simbolizează de asemenea și încheierea logodnei, acest obicei păstrându-se și azi. Inelul era de obicei din aur, putând fii chiar verigheta din cadrul căsătoriei propriu-zise. Semnificația purtării inelului pe cel de-al patrulea deget al mâinii stângi deoarece, potrivit unor superstiții, vena din acel deget se îndreaptă direct către inimă. Cercul nesfârșit al inelului de logodnă simbolizează eternitatea, timpul fără de început și sfârșit.
Se putea ține de asemenea în aceiași zi cu nunta, iar  tinerii îndrăgostiți primeau binecuvântarea printr-o slujbă specială. Chiar și azi mai există aceste obiceiuri prin unele zone ale României, în special la satele sau orașele micuțe din zona de munte a României, unde tradițiile sunt respectate cu sfințenie în orice moment al vieții lor.
Revenind la logodna din  epoca modernă, astăzi nu mai sunt criteriile așa de stricte iar perioada de logodnă este văzută ca o perioadă în care celor doi tineri le este permis să stea împreună o perioadă de timp până stabilesc când se vor căsători, având această intenție. Nu este strict necesar ca bărbatul să ceară femeia, de multe ori fiind exact contrariul, femeia cere bărbatul. Locul unde se face cererea diferă și el, ajungând să fie în cele mai extravagante și diverse moduri.
Cererea de căsătorie primește caracterul oficial în fața ofițerului stării civile, când tinerii primesc certificatul de căsătorie fără de care nu se poate oficia slujba religioasă a căsătoriei. Ultimul moment al acestei cereri este acela al confirmării ei în fața preotului care îi cunună întrebându-i pe rând: "Cetățene..., iei în căsătorie de bună voie și nesilit de nimeni pe cetățeana...? 
și "Cetățeană..., iei în căsătorie de bună voie și nesilită de nimeni pe cetățeanul...?" Dacă amândoi răspund afirmativ, slujba religioasă continuă până la capăt și tinerii devin soț și soție. În foarte rare cazuri, dacă unul din cei doi nu este de acord, se întrerupe slujba și cununia se anulează. 